# بربيت فايو
بربيت فايو (الاسم العلمي: Lybius vieilloti) (بالإنجليزية: Vieillot's Barbet)‏ هو نوع من الطيور يتبع جنس البربيت الأفريقي من الفصيلة البربيتية.